# Sondages sur les Élections générales britanniques de 2015 en Écosse

## Sondages sur l'ensemble de l'Écosse

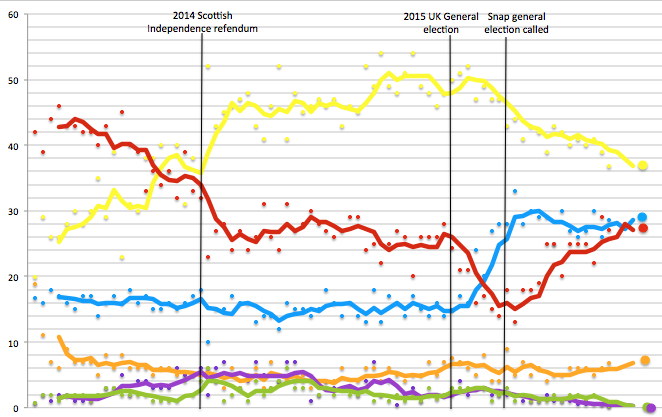
Sondages sur les élections en Écosse depuis 2010

| Date                            | Institut                      | SNP    | Trav.  | Con.   | LibDem | UKIP    | Green | Autres  | Avance  |
| ------------------------------- | ----------------------------- | ------ | ------ | ------ | ------ | ------- | ----- | ------- | ------- |
| Date                            | Institut                      |        |        |        |        |         |       |         | Avance  |
| 7 mai 2015                      | Résultats en 2015             | 50,0 % | 24,3 % | 14,9 % | 7,5 %  | 1,6 %   | 1,3 % | 0,3 %   | 25,7 %  |
| 4-6 mai 2015                    | YouGov/The Sun, The Times     | 48 %   | 28 %   | 14 %   | 7 %    | 1 %     | 1 %   | 1 %     | 20 %    |
| 3-6 mai 2015                    | Survation/Daily Record        | 46 %   | 26 %   | 16 %   | 7 %    | 2 %     | 3 %   | 1 %     | 20 %    |
| 1er-6 mai 2015                  | Panelbase/Wings over Scotland | 48 %   | 26 %   | 14 %   | 5 %    | 3 %     | 2 %   | 2 %     | 22 %    |
| 29 avril - 1er mai 2015         | YouGov/Sunday Times           | 49 %   | 26 %   | 15 %   | 7 %    | 2 %     | 1 %   | 0 %     | 23 %    |
| 22-27 avril 2015                | Ipsos MORI/STV News           | 54 %   | 20 %   | 17 %   | 5 %    | 1 %     | 2 %   | 1 %     | 34 %    |
| 22-27 avril 2015                | Survation/Daily Record        | 51 %   | 26 %   | 14 %   | 5 %    | 2 %     | 1 %   | < 0,5 % | 25 %    |
| 20-23 avril 2015                | Panelbase/Sunday Times        | 48 %   | 27 %   | 16 %   | 4 %    | 3 %     | 2 %   | < 0,5 % | 21 %    |
| 16-20 avril 2015                | YouGov/The Times              | 49 %   | 25 %   | 17 %   | 5 %    | 3 %     | 1 %   | 0 %     | 24 %    |
| 1er-19 avril 2015               | TNS                           | 54 %   | 22 %   | 13 %   | 6 %    | 2 %     | 2 %   | 0 %     | 32 %    |
| 8-9 avril 2015                  | YouGov/The Times              | 49 %   | 25 %   | 18 %   | 4 %    | 2 %     | 1 %   | 1 %     | 24 %    |
| 18 mars - 8 avril 2015          | TNS                           | 52 %   | 24 %   | 13 %   | 6 %    | < 0,5 % | 3 %   | 0 %     | 28 %    |
| 30 mars - 2 avril 2015          | Panelbase/Sunday Times        | 45 %   | 29 %   | 14 %   | 4 %    | 4 %     | 2 %   | < 0,5 % | 16 %    |
| 26-31 mars 2015                 | YouGov/Scottish Sun           | 46 %   | 29 %   | 16 %   | 3 %    | 2 %     | 2 %   | < 0,5 % | 17 %    |
| 13-19 mars 2015                 | ICM/The Guardian              | 43 %   | 27 %   | 14 %   | 6 %    | 7 %     | 3 %   | 1 %     | 16 %    |
| 12-17 mars 2015                 | Survation/Daily Record        | 47 %   | 26 %   | 16 %   | 4 %    | 4 %     | 2 %   | 1 %     | 21 %    |
| 10-12 mars 2015                 | YouGov/The Times              | 46 %   | 27 %   | 18 %   | 4 %    | 2 %     | 3 %   | 1 %     | 19 %    |
| 6-10 mars 2015                  | Survation/Unison Scotland     | 47 %   | 28 %   | 15 %   | 4 %    | 3 %     | 2 %   | 1 %     | 19 %    |
| 30 janvier - 22 février 2015    | TNS                           | 46 %   | 30 %   | 14 %   | 3 %    | 3 %     | 4 %   | 1 %     | 16 %    |
| 12-17 février 2015              | Survation/Daily Record        | 45 %   | 28 %   | 15 %   | 5 %    | 3 %     | 3 %   | 1 %     | 17 %    |
| 29 janvier - 2 février 2015     | YouGov/The Times              | 48 %   | 27 %   | 15 %   | 4 %    | 4 %     | 3 %   | 1 %     | 21 %    |
| 14 janvier - 2 février 2015     | TNS                           | 41 %   | 31 %   | 16 %   | 4 %    | 2 %     | 6 %   | 1 %     | 10 %    |
| 12-19 janvier 2015              | Ipsos MORI/STV News           | 52 %   | 24 %   | 12 %   | 4 %    | 1 %     | 4 %   | 3 %     | 28 %    |
| 12-16 janvier 2015              | Survation/Daily Record        | 46 %   | 26 %   | 14 %   | 7 %    | 4 %     | 3 %   | 1 %     | 20 %    |
| 9-14 janvier 2015               | Panelbase/Sunday Times        | 41 %   | 31 %   | 14 %   | 3 %    | 7 %     | 3 %   | 3 %     | 10 %    |
| 16-18 décembre 2014             | ICM/The Guardian              | 43 %   | 26 %   | 13 %   | 6 %    | 7 %     | 4 %   | 1 %     | 17 %    |
| 15-18 décembre 2014             | Survation/Daily Record        | 48 %   | 24 %   | 16 %   | 5 %    | 4 %     | 1 %   | 1 %     | 24 %    |
| 9-11 décembre 2014              | YouGov/The Sun                | 47 %   | 27 %   | 16 %   | 3 %    | 3 %     | 3 %   | 1 %     | 20 %    |
| 6-13 novembre 2014              | Survation/Daily Record        | 46 %   | 24 %   | 17 %   | 6 %    | 5 %     | 2 %   | 1 %     | 22 %    |
| 30 octobre - 4 novembre 2014    | Panelbase/Wings Over Scotland | 45 %   | 28 %   | 15 %   | 3 %    | 7 %     | 1 %   | 1 %     | 17 %    |
| 27-30 octobre 2014              | YouGov/The Times              | 43 %   | 27 %   | 15 %   | 4 %    | 6 %     | 4 %   | 1 %     | 16 %    |
| 22-24 octobre 2014              | Ipsos Mori/STV                | 52 %   | 23 %   | 10 %   | 6 %    | 2 %     | 6 %   | 1 %     | 29 %    |
| 29 septembre - 1er octobre 2014 | Panelbase/SNP                 | 34 %   | 32 %   | 18 %   | 5 %    | 6 %     | 5 %   | 5 %     | 2 %     |
| 4-8 juillet 2014                | Survation/Daily Record        | 38 %   | 33 %   | 17 %   | 5 %    | 5 %     | 2 %   | < 1 %   | 5 %     |
| 25-26 juin 2014                 | YouGov                        | 31 %   | 39 %   | 16 %   | 5 %    | 10 %    | 10 %  | 10 %    | 8 %     |
| 6-10 juin 2014                  | Survation/Daily Record        | 40 %   | 32 %   | 15 %   | 5 %    | 6 %     | 1 %   | 1 %     | 8 %     |
| 11-15 avril 2014                | Survation/Sunday Post         | 36 %   | 36 %   | 16 %   | 6 %    | 3 %     | 1 %   | 1 %     | égalité |
| 4-7 avril 2014                  | Survation/Daily Record        | 40 %   | 34 %   | 15 %   | 6 %    | 3 %     | 1 %   | 1 %     | 6 %     |
| 6-7 mars 2014                   | Survation/Daily Record        | 38 %   | 36 %   | 15 %   | 5 %    | 3 %     | 1 %   | 1 %     | 2 %     |
| 17-18 février 2014              | Survation/Daily Mail          | 38 %   | 33 %   | 17 %   | 6 %    | 4 %     | 2 %   | 1 %     | 5 %     |
| 29-31 janvier 2014              | Survation/Daily Mail          | 30 %   | 39 %   | 16 %   | 6 %    | 4 %     | 2 %   | 1 %     | 9 %     |
| 4-8 octobre 2013                | Lord Ashcroft                 | 31 %   | 40 %   | 18 %   | 6 %    | 2 %     | 2 %   | 1 %     | 9 %     |
| 22 février - 9 mai 2013         | Lord Ashcroft                 | 23 %   | 45 %   | 16 %   | 8 %    | 5 %     | 2 %   | < 1 %   | 22 %    |
| 17-28 octobre 2012              | Lord Ashcroft                 | 39 %   | 33 %   | 17 %   | 6 %    | 7 %     | 7 %   | 7 %     | 6 %     |
| 17-20 juillet 2012              | YouGov/Fabian Society         | 29 %   | 43 %   | 16 %   | 8 %    | 3 %     | 3 %   | 1 %     | 14 %    |
| 18-21 mai 2012                  | YouGov                        | 35 %   | 40 %   | 14 %   | 5 %    | 6 %     | 6 %   | 6 %     | 5 %     |
| 22-24 février 2012              | YouGov                        | 30 %   | 42 %   | 17 %   | 7 %    | 4 %     | 4 %   | 4 %     | 12 %    |
| 26-29 avril 2011                | YouGov/Scotsman               | 28 %   | 42 %   | 17 %   | 7 %    | 1 %     | 2 %   | 2 %     | 14 %    |
| 19-21 avril 2011                | YouGov                        | 30 %   | 43 %   | 15 %   | 7 %    | 5 %     | 5 %   | 5 %     | 13 %    |
| 13-15 avril 2011                | YouGov                        | 28 %   | 43 %   | 16 %   | 9 %    | 5 %     | 5 %   | 5 %     | 15 %    |
| 25-28 mars 2011                 | YouGov                        | 26 %   | 46 %   | 17 %   | 6 %    | 5 %     | 5 %   | 5 %     | 20 %    |
| 18-20 octobre 2010              | YouGov                        | 26 %   | 44 %   | 18 %   | 7 %    | 5 %     | 5 %   | 5 %     | 18 %    |
| 31 août - 3 septembre 2010      | YouGov                        | 29 %   | 39 %   | 16 %   | 11 %   | 5 %     | 5 %   | 5 %     | 10 %    |
| 6 mai 2010                      | Résultats en 2010             | 19,9 % | 42,0 % | 16,7 % | 18,9 % | 0,7 %   | 0,7 % | 1,7 %   | 22,1 %  |

## Sondages par circonscriptions

### Airdrie and Shotts
| Date               | Institut          | Con.  | Trav.  | LibDem | UKIP  | Green | SNP    | Autres | Avance |
| ------------------ | ----------------- | ----- | ------ | ------ | ----- | ----- | ------ | ------ | ------ |
| Date               | Institut          |       |        |        |       |       |        |        | Avance |
| 7 mai 2015         | Résultats en 2015 | 7,7 % | 34,1 % | 1,5 %  | 2,5 % | -     | 53,9 % | 0,3 %  | 19,8 % |
| 14-22 janvier 2015 | Ashcroft          | 7 %   | 39 %   | 1 %    | 5 %   | 1 %   | 47 %   | 0 %    | 8 %    |
| 6 mai 2010         | Résultats en 2010 | 8,7 % | 58,2 % | 8,1 %  | -     | -     | 23,5 % | 1,5 %  | 34,6 % |

### Ayr, Carrick and Cumnock
| Date               | Institut          | Con.   | Trav.  | LibDem | UKIP  | Green | SNP    | Autres | Avance |
| ------------------ | ----------------- | ------ | ------ | ------ | ----- | ----- | ------ | ------ | ------ |
| Date               | Institut          |        |        |        |       |       |        |        | Avance |
| 7 mai 2015         | Résultats en 2015 | 19,8 % | 27,3 % | 1,6 %  | 2,5 % | -     | 48,8 % | -      | 21,6 % |
| 10-19 février 2015 | Ashcroft          | 21 %   | 31 %   | 2 %    | 3 %   | 0 %   | 42 %   | 1 %    | 11 %   |
| 6 mai 2010         | Résultats en 2010 | 25,5 % | 47,1 % | 9,3 %  | -     | -     | 18,0 % | -      | 21,6 % |

### Berwickshire, Roxburgh and Selkirk
| Date             | Institut          | Con.   | Trav.  | LibDem | UKIP  | Green | SNP    | Autres | Avance |
| ---------------- | ----------------- | ------ | ------ | ------ | ----- | ----- | ------ | ------ | ------ |
| Date             | Institut          |        |        |        |       |       |        |        | Avance |
| 7 mai 2015       | Résultats en 2015 | 36,0 % | 4,9 %  | 18,7 % | 2,4 % | 1,1 % | 36,6 % | 0,2 %  | 0,6 %  |
| 13-16 avril 2015 | Ashcroft          | 30 %   | 9 %    | 28 %   | 3 %   | 1 %   | 29 %   | 0 %    | 1 %    |
| 6 mai 2010       | Résultats en 2010 | 33,8 % | 10,2 % | 45,4 % | 1,2 % | -     | 9,2 %  | 0,3 %  | 11,6 % |

### Coatbridge, Chryston and Bellshill
| Date              | Institut          | Con.  | Trav.  | LibDem | UKIP  | Green | SNP    | Autres | Avance |
| ----------------- | ----------------- | ----- | ------ | ------ | ----- | ----- | ------ | ------ | ------ |
| Date              | Institut          |       |        |        |       |       |        |        | Avance |
| 7 mai 2015        | Résultats en 2015 | 6,3 % | 33,9 % | 1,1 %  | 2,1 % | -     | 56,6 % | -      | 22,7 % |
| 7-17 janvier 2015 | Ashcroft          | 6 %   | 43 %   | 1 %    | 3 %   | 1 %   | 46 %   | 1 %    | 3 %    |
| 6 mai 2010        | Résultats en 2010 | 8,1 % | 66,6 % | 8,5 %  | -     | -     | 16,8 % | -      | 49,8 % |

### Cumbernauld, Kilsyth and Kirkintilloch East
| Date               | Institut          | Con.  | Trav.  | LibDem | UKIP | Green | SNP    | Autres | Avance |
| ------------------ | ----------------- | ----- | ------ | ------ | ---- | ----- | ------ | ------ | ------ |
| Date               | Institut          |       |        |        |      |       |        |        | Avance |
| 7 mai 2015         | Résultats en 2015 | 7,9 % | 30,0 % | 2,2 %  | -    | -     | 59,9 % | -      | 29,9 % |
| 14-22 janvier 2015 | Ashcroft          | 6 %   | 34 %   | 2 %    | 3 %  | 3 %   | 52 %   | 1 %    | 18 %   |
| 6 mai 2010         | Résultats en 2010 | 8,3 % | 57,2 % | 9,5 %  | -    | -     | 23,8 % | 1,2 %  | 33,3 % |

### Dumfries and Galloway
| Date               | Institut          | Con.   | Trav.  | LibDem | UKIP  | Green | SNP    | Autres | Avance |
| ------------------ | ----------------- | ------ | ------ | ------ | ----- | ----- | ------ | ------ | ------ |
| Date               | Institut          |        |        |        |       |       |        |        | Avance |
| 7 mai 2015         | Résultats en 2015 | 29,9 % | 24,7 % | 1,7 %  | 2,3 % | -     | 41,4 % | -      | 11,5 % |
| 19-26 février 2015 | Ashcroft          | 30 %   | 28 %   | 2 %    | 4 %   | 2 %   | 34 %   | 0 %    | 4 %    |
| 6 mai 2010         | Résultats en 2010 | 31,6 % | 45,9 % | 8,8 %  | 1,3 % | -     | 12,3 % | -      | 14,3 % |

### Dumfriesshire, Clydesdale and Tweeddale
| Date               | Institut          | Con.   | Trav.  | LibDem | UKIP  | Green | SNP    | Autres | Avance  |
| ------------------ | ----------------- | ------ | ------ | ------ | ----- | ----- | ------ | ------ | ------- |
| Date               | Institut          |        |        |        |       |       |        |        | Avance  |
| 7 mai 2015         | Résultats en 2015 | 39,8 % | 14,8 % | 2,7 %  | 2,8 % | 1,6 % | 38,3 % | -      | 1,5 %   |
| 24-29 avril 2015   | Ashcroft          | 31 %   | 17 %   | 5 %    | 4 %   | 2 %   | 42 %   | -      | 11 %    |
| 9-15 avril 2015    | Ashcroft          | 34 %   | 20 %   | 4 %    | 2 %   | 2 %   | 36 %   | 1 %    | 2 %     |
| 10-19 février 2015 | Ashcroft          | 34 %   | 18 %   | 7 %    | 4 %   | 2 %   | 34 %   | 1 %    | égalité |
| 6 mai 2010         | Résultats en 2010 | 38,0 % | 28,9 % | 19,8 % | 1,4 % | 1,1 % | 10,8 % | -      | 9,1 %   |

### Dundee West
| Date               | Institut          | Con.  | Trav.  | LibDem | UKIP | Green | SNP    | Autres | Avance |
| ------------------ | ----------------- | ----- | ------ | ------ | ---- | ----- | ------ | ------ | ------ |
| Date               | Institut          |       |        |        |      |       |        |        | Avance |
| 7 mai 2015         | Résultats en 2015 | 8,6 % | 23,7 % | 2,4 %  | -    | 2,7 % | 61,9 % | 0,7 %  | 38,2 % |
| 23-30 janvier 2015 | Ashcroft          | 6 %   | 25 %   | 3 %    | 2 %  | 5 %   | 59 %   | 0 %    | 34 %   |
| 6 mai 2010         | Résultats en 2010 | 9,3 % | 48,5 % | 11,4 % | -    | -     | 28,9 % | 1,9 %  | 19,6 % |

### East Dunbartonshire
| Date             | Institut          | Con.   | Trav.  | LibDem | UKIP  | Green | SNP    | Autres | Avance |
| ---------------- | ----------------- | ------ | ------ | ------ | ----- | ----- | ------ | ------ | ------ |
| Date             | Institut          |        |        |        |       |       |        |        | Avance |
| 7 mai 2015       | Résultats en 2015 | 8,6 %  | 12,3 % | 36,3 % | 1,0 % | 1,5 % | 40,3 % | -      | 4,0 %  |
| 10-16 avril 2015 | Ashcroft          | 12 %   | 16 %   | 29 %   | 1 %   | 1 %   | 40 %   | 0 %    | 11 %   |
| 6 mai 2010       | Résultats en 2010 | 15,5 % | 34,1 % | 38,7 % | 1,1 % | -     | 10,5 % | -      | 4,6 %  |

### East Renfrewshire
| Date               | Institut          | Con.   | Trav.  | LibDem | UKIP  | Green | SNP    | Avance |
| ------------------ | ----------------- | ------ | ------ | ------ | ----- | ----- | ------ | ------ |
| Date               | Institut          |        |        |        |       |       |        | Avance |
| 7 mai 2015         | Résultats en 2015 | 21,9 % | 34,0 % | 1,8 %  | 1,6 % | -     | 40,6 % | 6,5 %  |
| 24-30 avril 2015   | Ashcroft          | 20 %   | 36 %   | 3 %    | 1 %   | 1 %   | 39 %   | 3 %    |
| 11-16 avril 2015   | Ashcroft          | 25 %   | 31 %   | 2 %    | 1 %   | 1 %   | 40 %   | 9 %    |
| 16-26 février 2015 | Ashcroft          | 26 %   | 34 %   | 2 %    | 1 %   | 3 %   | 33 %   | 1 %    |
| 6 mai 2010         | Résultats en 2010 | 30,4 % | 50,8 % | 9,2 %  | 0,7 % | -     | 8,9 %  | 20,4 % |

### Edinburgh North and Leith
| Date             | Institut          | Con.   | Trav.  | LibDem | UKIP  | Green | SNP    | Autres | Avance |
| ---------------- | ----------------- | ------ | ------ | ------ | ----- | ----- | ------ | ------ | ------ |
| Date             | Institut          |        |        |        |       |       |        |        | Avance |
| 7 mai 2015       | Résultats en 2015 | 16,2 % | 31,3 % | 4,5 %  | 1,5 % | 5,4 % | 40,9 % | 0,2 %  | 9,6 %  |
| 14-17 avril 2015 | Ashcroft          | 14 %   | 29 %   | 6 %    | 1 %   | 6 %   | 43 %   | 0 %    | 14 %   |
| 6 mai 2010       | Résultats en 2010 | 14,9 % | 37,5 % | 33,8 % | -     | 2,2 % | 9,6 %  | 1,6 %  | 3,5 %  |

### Edinburgh South
| Date             | Institut          | Con.   | Trav.  | LibDem | UKIP  | Green | SNP    | Autres | Avance |
| ---------------- | ----------------- | ------ | ------ | ------ | ----- | ----- | ------ | ------ | ------ |
| Date             | Institut          |        |        |        |       |       |        |        | Avance |
| 7 mai 2015       | Résultats en 2015 | 17,5 % | 39,1 % | 3,7 %  | 1,2 % | 4,2 % | 33,8 % | 0,4 %  | 5,4 %  |
| 13-17 avril 2015 | Ashcroft          | 16 %   | 34 %   | 8 %    | 1 %   | 4 %   | 37 %   | 1 %    | 3 %    |
| 6 mai 2010       | Résultats en 2010 | 21,6 % | 34,7 % | 34,0 % | -     | 2,0 % | 7,7 %  | -      | 0,7 %  |

### Edinburgh South West
| Date               | Institut          | Con.   | Trav.  | LibDem | UKIP  | Green | SNP    | Autres | Avance |
| ------------------ | ----------------- | ------ | ------ | ------ | ----- | ----- | ------ | ------ | ------ |
| Date               | Institut          |        |        |        |       |       |        |        | Avance |
| 7 mai 2015         | Résultats en 2015 | 20,2 % | 27,2 % | 3,7 %  | 2,1 % | 3,8 % | 43,0 % | -      | 15,8 % |
| 11-19 février 2015 | Ashcroft          | 19 %   | 27 %   | 4 %    | 2 %   | 7 %   | 40 %   | 0 %    | 13 %   |
| 6 mai 2010         | Résultats en 2010 | 24,3 % | 42,8 % | 18,0 % | -     | 1,9 % | 12,2 % | 0,8 %  | 18,6 % |

### Glasgow Central
| Date              | Institut          | Con.  | Trav.  | LibDem | UKIP  | Green | SNP    | Autres | Avance |
| ----------------- | ----------------- | ----- | ------ | ------ | ----- | ----- | ------ | ------ | ------ |
| Date              | Institut          |       |        |        |       |       |        |        | Avance |
| 7 mai 2015        | Résultats en 2015 | 6,0 % | 33,1 % | 1,6 %  | 2,0 % | 4,0 % | 52,5 % | 0,8 %  | 19,5 % |
| 5-10 janvier 2015 | Ashcroft          | 5 %   | 35 %   | 3 %    | 3 %   | 7 %   | 45 %   | 2 %    | 10 %   |
| 6 mai 2010        | Résultats en 2010 | 7,1 % | 52,0 % | 16,4 % | 0,8 % | 2,6 % | 17,5 % | 3,6 %  | 34,5 % |

### Glasgow East
| Date             | Institut          | Con.  | Trav.  | LibDem | UKIP  | Green | SNP    | Autres | Avance |
| ---------------- | ----------------- | ----- | ------ | ------ | ----- | ----- | ------ | ------ | ------ |
| Date             | Institut          |       |        |        |       |       |        |        | Avance |
| 7 mai 2015       | Résultats en 2015 | 6,0 % | 32,4 % | 0,7 %  | 2,6 % | 0,9 % | 56,9 % | 0,5 %  | 24,5 % |
| 5-8 janvier 2015 | Ashcroft          | 4 %   | 37 %   | 1 %    | 4 %   | 2 %   | 51 %   | 2 %    | 14 %   |
| 6 mai 2010       | Résultats en 2010 | 4,5 % | 61,6 % | 5,0 %  | 0,6 % | -     | 24,7 % | 3,5 %  | 36,8 % |

### Glasgow North
| Date              | Institut          | Con.  | Trav.  | LibDem | UKIP  | Green | SNP    | Autres | Avance |
| ----------------- | ----------------- | ----- | ------ | ------ | ----- | ----- | ------ | ------ | ------ |
| Date              | Institut          |       |        |        |       |       |        |        | Avance |
| 7 mai 2015        | Résultats en 2015 | 7,9 % | 27,9 % | 2,7 %  | 1,3 % | 6,2 % | 53,1 % | 0,8 %  | 25,2 % |
| 5-10 janvier 2015 | Ashcroft          | 5 %   | 33 %   | 4 %    | 1 %   | 11 %  | 45 %   | 1 %    | 12 %   |
| 6 mai 2010        | Résultats en 2010 | 7,1 % | 44,5 % | 31,3 % | -     | 3,2 % | 11,9 % | 2,0 %  | 13,2 % |

### Glasgow North East
| Date             | Institut          | Con.  | Trav.  | LibDem | UKIP | Green | SNP    | Autres | Avance |
| ---------------- | ----------------- | ----- | ------ | ------ | ---- | ----- | ------ | ------ | ------ |
| Date             | Institut          |       |        |        |      |       |        |        | Avance |
| 7 mai 2015       | Résultats en 2015 | 4,7 % | 33,7 % | 0,8 %  | -    | 1,6 % | 58,0 % | 1,2 %  | 24,4 % |
| 5-8 janvier 2015 | Ashcroft          | 4 %   | 46 %   | 1 %    | 5 %  | 4 %   | 39 %   | 1 %    | 7 %    |
| 6 mai 2010       | Résultats en 2010 | 5,3 % | 68,3 % | 7,7 %  | -    | -     | 14,1 % | 4,4 %  | 54,2 % |

### Glasgow North West
| Date              | Institut          | Con.  | Trav.  | LibDem | UKIP | Green | SNP    | Autres | Avance |
| ----------------- | ----------------- | ----- | ------ | ------ | ---- | ----- | ------ | ------ | ------ |
| Date              | Institut          |       |        |        |      |       |        |        | Avance |
| 7 mai 2015        | Résultats en 2015 | 8,4 % | 30,9 % | 2,7 %  | -    | 2,7 % | 54,5 % | 0,8 %  | 23,6 % |
| 7-17 janvier 2015 | Ashcroft          | 7 %   | 38 %   | 3 %    | 2 %  | 5 %   | 44 %   | 1 %    | 6 %    |
| 6 mai 2010        | Résultats en 2010 | 9,9 % | 54,1 % | 15,8 % | -    | 2,5 % | 15,3 % | 2,5 %  | 38,3 % |

### Glasgow South
| Date              | Institut          | Con.   | Trav.  | LibDem | UKIP | Green | SNP    | Autres | Avance |
| ----------------- | ----------------- | ------ | ------ | ------ | ---- | ----- | ------ | ------ | ------ |
| Date              | Institut          |        |        |        |      |       |        |        | Avance |
| 7 mai 2015        | Résultats en 2015 | 9,7 %  | 29,7 % | 2,1 %  | -    | 2,9 % | 54,9 % | 0,6 %  | 25,2 % |
| 7-16 janvier 2015 | Ashcroft          | 9 %    | 33 %   | 2 %    | 3 %  | 3 %   | 48 %   | 1 %    | 15 %   |
| 6 mai 2010        | Résultats en 2010 | 11,5 % | 51,7 % | 11,8 % | -    | 2,4 % | 20,1 % | 2,5 %  | 31,6 % |

### Glasgow South West
| Date              | Institut          | Con.  | Trav.  | LibDem | UKIP  | Green | SNP    | Autres | Avance |
| ----------------- | ----------------- | ----- | ------ | ------ | ----- | ----- | ------ | ------ | ------ |
| Date              | Institut          |       |        |        |       |       |        |        | Avance |
| 7 mai 2015        | Résultats en 2015 | 5,0 % | 32,8 % | 1,0 %  | 2,4 % | 1,2 % | 57,2 % | 0,4 %  | 24,3 % |
| 11-16 avril 2015  | Ashcroft          | 6 %   | 34 %   | 2 %    | 3 %   | 1 %   | 55 %   | 1 %    | 21 %   |
| 7-15 janvier 2015 | Ashcroft          | 4 %   | 42 %   | 2 %    | 5 %   | 2 %   | 45 %   | 1 %    | 3 %    |
| 6 mai 2010        | Résultats en 2010 | 6,6 % | 62,5 % | 9,0 %  | -     | -     | 16,3 % | 5,5 %  | 46,2 % |

### Gordon
| Date               | Institut          | Con.   | Trav.  | LibDem | UKIP  | Green | SNP    | Autres | Avance |
| ------------------ | ----------------- | ------ | ------ | ------ | ----- | ----- | ------ | ------ | ------ |
| Date               | Institut          |        |        |        |       |       |        |        | Avance |
| 7 mai 2015         | Résultats en 2015 | 11,7 % | 5,9 %  | 32,7 % | 2,0 % | -     | 47,7 % | -      | 14,9 % |
| 22-29 janvier 2015 | Ashcroft          | 11 %   | 14 %   | 26 %   | 4 %   | 1 %   | 43 %   | 1 %    | 17 %   |
| 6 mai 2010         | Résultats en 2010 | 18,7 % | 20,1 % | 36,0 % | -     | 1,5 % | 22,2 % | 1,4 %  | 13,8 % |

### Inverness, Nairn, Badenoch and Strathspey
| Date               | Institut          | Con.   | Trav.  | LibDem | UKIP  | Green | SNP    | Autres | Avance |
| ------------------ | ----------------- | ------ | ------ | ------ | ----- | ----- | ------ | ------ | ------ |
| Date               | Institut          |        |        |        |       |       |        |        | Avance |
| 7 mai 2015         | Résultats en 2015 | 5,9 %  | 7,5 %  | 31,3 % | 2,1 % | 2,4 % | 50,1 % | 0,7 %  | 18,8 % |
| 20-29 janvier 2015 | Ashcroft          | 10 %   | 13 %   | 21 %   | 4 %   | 1 %   | 50 %   | 1 %    | 29 %   |
| 23-26 mai 2014     | ICM/Oakeshott     | 12 %   | 25 %   | 16 %   | 7 %   | 4 %   | 32 %   | 3 %    | 7 %    |
| 6 mai 2010         | Résultats en 2010 | 13,3 % | 22,1 % | 40,7 % | 1,2 % | 1,7 % | 18,7 % | 2,5 %  | 18,6 % |

### Kirkcaldy and Cowdenbeath
| Date               | Institut          | Con.  | Trav.  | LibDem | UKIP  | Green | SNP    | Autres | Avance |
| ------------------ | ----------------- | ----- | ------ | ------ | ----- | ----- | ------ | ------ | ------ |
| Date               | Institut          |       |        |        |       |       |        |        | Avance |
| 7 mai 2015         | Résultats en 2015 | 9,9 % | 33,4 % | 2,2 %  | 2,3 % | -     | 52,2 % | -      | 18,9 % |
| 19-26 février 2015 | Ashcroft          | 7 %   | 39 %   | 3 %    | 3 %   | 3 %   | 45 %   | 0 %    | 6 %    |
| 6 mai 2010         | Résultats en 2010 | 9,3 % | 64,5 % | 9,3 %  | 1,7 % | -     | 14,3 % | 0,9 %  | 50,2 % |

### Motherwell and Wishaw
| Date               | Institut          | Con.  | Trav.  | LibDem | UKIP  | Green | SNP    | Autres | Avance |
| ------------------ | ----------------- | ----- | ------ | ------ | ----- | ----- | ------ | ------ | ------ |
| Date               | Institut          |       |        |        |       |       |        |        | Avance |
| 7 mai 2015         | Résultats en 2015 | 7,7 % | 31,9 % | 1,2 %  | 2,7 % | -     | 56,5 % | -      | 24,7 % |
| 14-22 janvier 2015 | Ashcroft          | 5 %   | 39 %   | 1 %    | 3 %   | 1 %   | 50 %   | 1 %    | 11 %   |
| 6 mai 2010         | Résultats en 2010 | 9,4 % | 61,1 % | 9,8 %  | -     | -     | 18,2 % | 1,6 %  | 42,9 % |

### North East Fife
| Date             | Institut          | Con.   | Trav.  | LibDem | UKIP  | Green | SNP    | Autres | Avance |
| ---------------- | ----------------- | ------ | ------ | ------ | ----- | ----- | ------ | ------ | ------ |
| Date             | Institut          |        |        |        |       |       |        |        | Avance |
| 7 mai 2015       | Résultats en 2015 | 16,3 % | 7,7 %  | 31,3 % | -     | 3,1 % | 40,9 % | 0,7 %  | 9,6 %  |
| 10-16 avril 2015 | Ashcroft          | 16 %   | 9 %    | 30 %   | 4 %   | 1 %   | 43 %   | 1 %    | 13 %   |
| 6 mai 2010       | Résultats en 2010 | 21,8 % | 17,1 % | 44,3 % | 2,6 % | -     | 14,2 % | -      | 22,6 % |

### Paisley and Renfrewshire South
| Date               | Institut          | Con.  | Trav.  | LibDem | UKIP | Green | SNP    | Autres | Avance |
| ------------------ | ----------------- | ----- | ------ | ------ | ---- | ----- | ------ | ------ | ------ |
| Date               | Institut          |       |        |        |      |       |        |        | Avance |
| 7 mai 2015         | Résultats en 2015 | 7,6 % | 38,6 % | 2,2 %  | -    | -     | 50,9 % | 0,6 %  | 12,3 % |
| 11-16 avril 2015   | Ashcroft          | 6 %   | 39 %   | 1 %    | 2 %  | 1 %   | 50 %   | 1 %    | 11 %   |
| 22-29 janvier 2015 | Ashcroft          | 6 %   | 40 %   | 2 %    | 1 %  | 2 %   | 48 %   | 1 %    | 8 %    |
| 6 mai 2010         | Résultats en 2010 | 9,9 % | 59,6 % | 9,5 %  | -    | -     | 18,1 % | 2,9 %  | 41,5 % |

### Ross, Skye and Lochaber
| Date               | Institut          | Con.   | Trav.  | LibDem | UKIP  | Green | SNP    | Autres | Avance |
| ------------------ | ----------------- | ------ | ------ | ------ | ----- | ----- | ------ | ------ | ------ |
| Date               | Institut          |        |        |        |       |       |        |        | Avance |
| 7 mai 2015         | Résultats en 2015 | 6,2 %  | 4,9 %  | 35,9 % | 1,9 % | 2,5 % | 48,1 % | 0,5 %  | 12,3 % |
| 9-15 avril 2015    | Ashcroft          | 7 %    | 6 %    | 33 %   | 2 %   | 3 %   | 48 %   | 1 %    | 15 %   |
| 16-26 février 2015 | Ashcroft          | 8 %    | 9 %    | 35 %   | 2 %   | 5 %   | 40 %   | 1 %    | 5 %    |
| 6 mai 2010         | Résultats en 2010 | 12,2 % | 15,1 % | 52,6 % | 1,9 % | 2,2 % | 15,1 % | 0,8 %  | 37,5 % |

### West Aberdeenshire and Kincardine
| Date               | Institut          | Con.   | Trav.  | LibDem | UKIP  | Green | SNP    | Autres | Avance |
| ------------------ | ----------------- | ------ | ------ | ------ | ----- | ----- | ------ | ------ | ------ |
| Date               | Institut          |        |        |        |       |       |        |        | Avance |
| 7 mai 2015         | Résultats en 2015 | 28,8 % | 4,5 %  | 21,4 % | 1,8 % | 1,6 % | 41,6 % | 0,3 %  | 12,7 % |
| 11-19 février 2015 | Ashcroft          | 25 %   | 10 %   | 20 %   | 3 %   | 2 %   | 39 %   | 0 %    | 14 %   |
| 6 mai 2010         | Résultats en 2010 | 30,3 % | 13,6 % | 38,4 % | 0,9 % | -     | 15,7 % | 1,1 %  | 8,1 %  |

### West Dunbartonshire
| Date               | Institut          | Con.  | Trav.  | LibDem | UKIP  | Green | SNP    | Autres | Avance |
| ------------------ | ----------------- | ----- | ------ | ------ | ----- | ----- | ------ | ------ | ------ |
| Date               | Institut          |       |        |        |       |       |        |        | Avance |
| 7 mai 2015         | Résultats en 2015 | 7,0 % | 31,3 % | 1,6 %  | -     | -     | 59,0 % | 1,0 %  | 27,7 % |
| 14-22 janvier 2015 | Ashcroft          | 6 %   | 38 %   | 1 %    | 4 %   | 2 %   | 47 %   | 0 %    | 14 %   |
| 6 mai 2010         | Résultats en 2010 | 7,7 % | 61,3 % | 8,1 %  | 1,6 % | -     | 20,1 % | 1,2 %  | 41,2 % |